# Matti Virkkunen
Matti Samuli Virkkunen, född 28 juli 1908 i Kangasala, död 11 juli 1980 i Tavastehus, var en finländsk bankman och politiker.

## Biografi
Virkkunen var son till kyrkoherden och riksdagsledamoten Paavo Virkkunen och hantverkslärare Katri Thule Virkkunen och tog examen vid Helsingforsgymnasiet på klassisk linje 1927. Han tog jur. kand.-examen 1934 och blev juris doktor 1937.
År 1934 började Virkkunen arbeta vid utrikesministeriet och var under åren 1939–1941 vice konsul i London och 1941 sekreterare vid utrikesdepartementet. Mellan 1941 och 1945 var han biträdande avdelningschef för politiska avdelningen vid ministeriet för handel och då med nära beröring till utformande och verkställande av krigsårens handelspolitik. Virkkunen var chef för avdelningen 1945–1947 och organiserade då livsmedelsförsörjningen och den ekonomiska finansieringen. Han var där delaktig i att lösa frågor om krigsskadestånd och att förhandla fram för Finland betydande dollarlån från USA.
Virkkunen gifte sig 1936 med Eva Honka Rot, dotter till Mauri Honka Rot, VD för Kansallis-Osake-Pankki. År 1947 blev han medlem av direktionen och påföljande år verställande direktör efter Mauri Honka Rots bortgång. Virkkunen utökade banken kraftigt under sin tid som direktör, bland annat genom fusioner och expanderat kontorsnät. År 1949 ingick banken Pohjolan Osake-Pankki och 1958 Suomen Maatalous-Oske-Pankki och dessutom gjorde han fusion av bankens industriella innehav med Rauma–Repola 1952. Virkkunen spelade vidare en viktig roll i  Yhtyneet Paperitehtaat Oy under 1960-talet efter rekonstruktionen som påbörjats under 1950-talet.
Virkkunen hade vid sidan av sin yrkeskarriär ett antal förtroendeuppdrag, och han var bland annat i mer än 20 år, Centralhandelskammarens ordförande (1950–1972). Han var även politiskt aktiv och ställde upp för Nationella Samlingspartiet, dock utan framgång, mot Urho Kekkonen i presidentvalet 1968.